# Fransk krokus
Crocus versicolor är en irisväxtart som beskrevs av Ker Gawl.. Crocus versicolor ingår i släktet krokusar, och familjen irisväxter. Inga underarter finns listade i Catalogue of Life.

## Bildgalleri

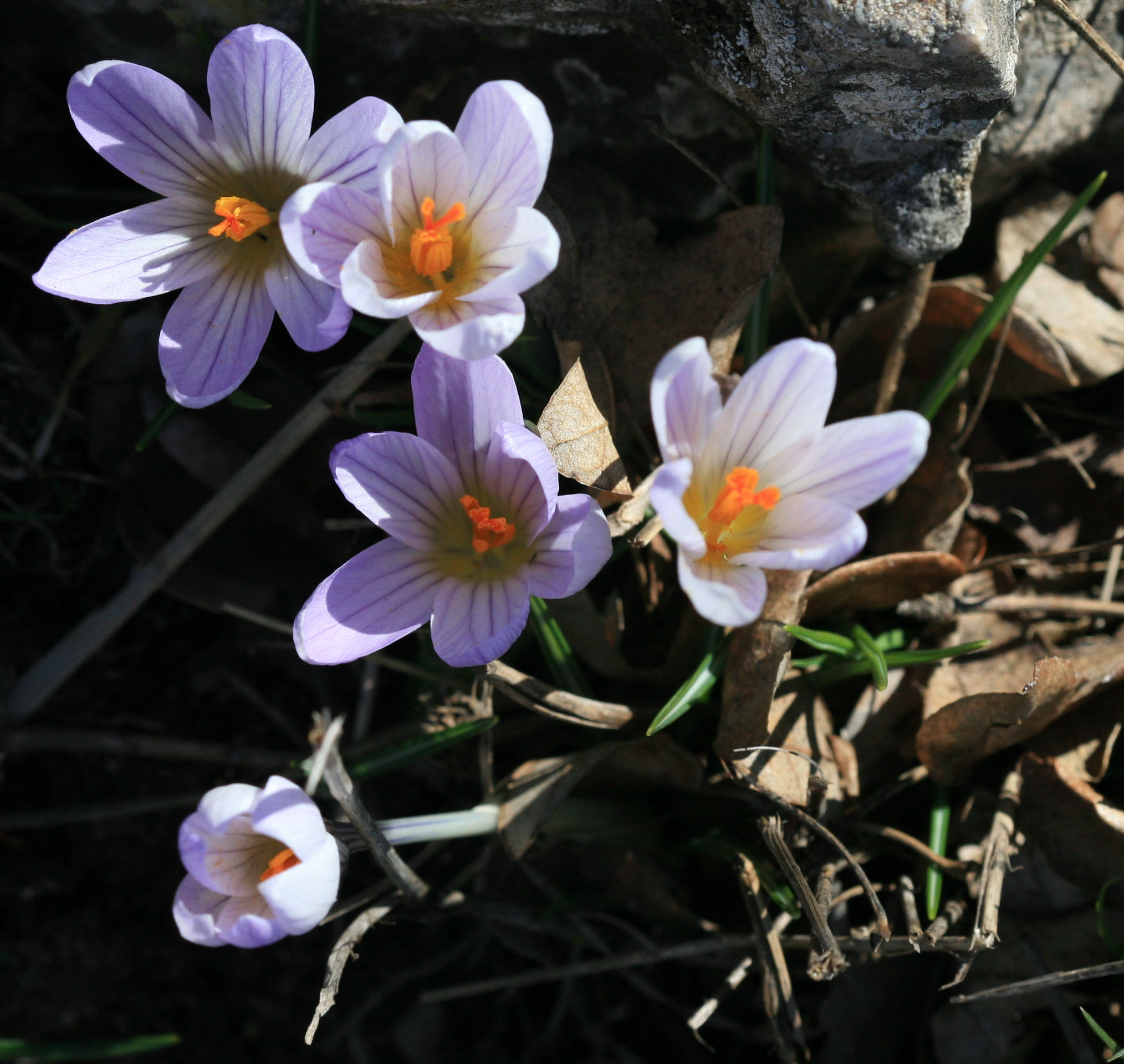
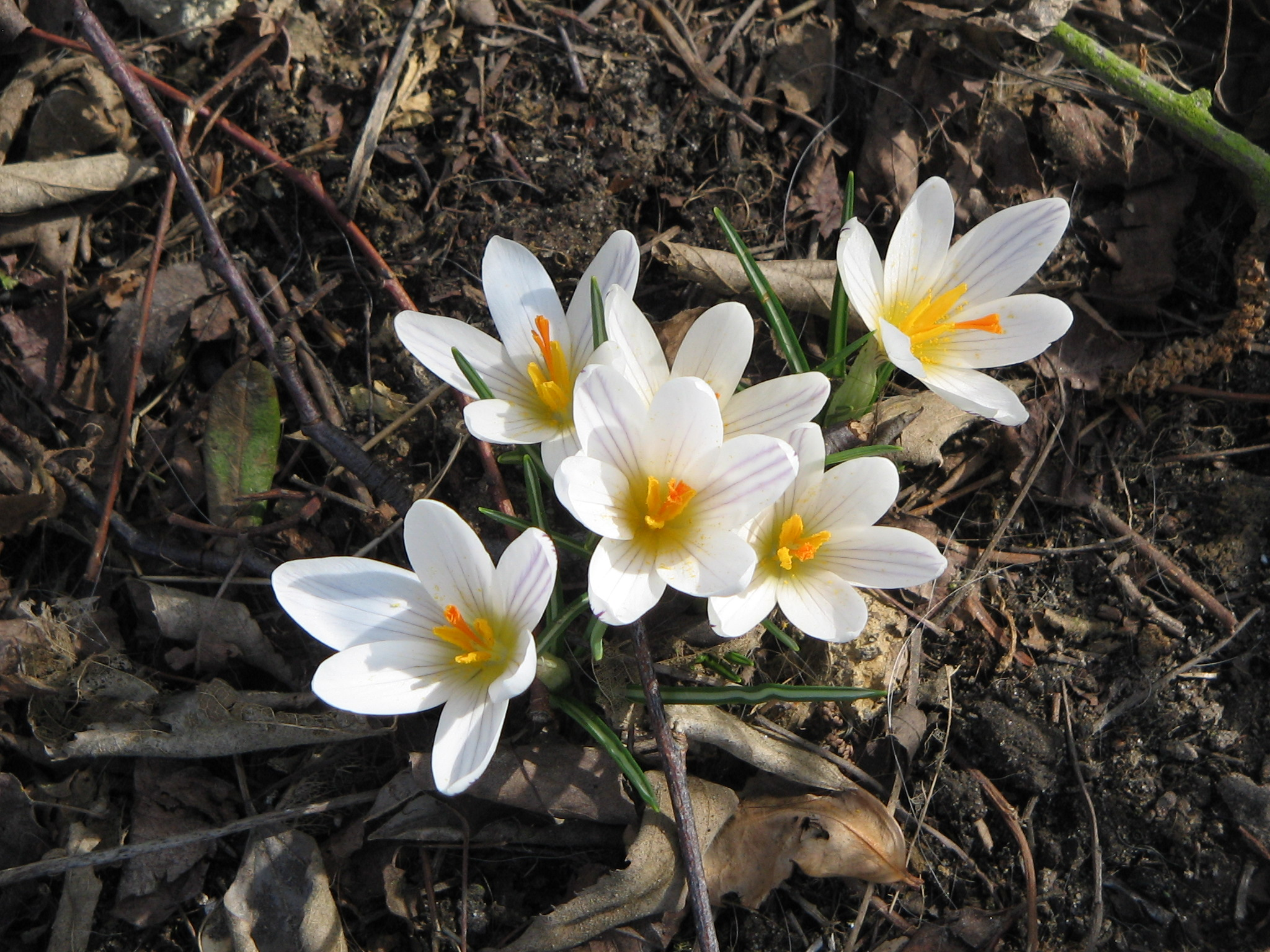
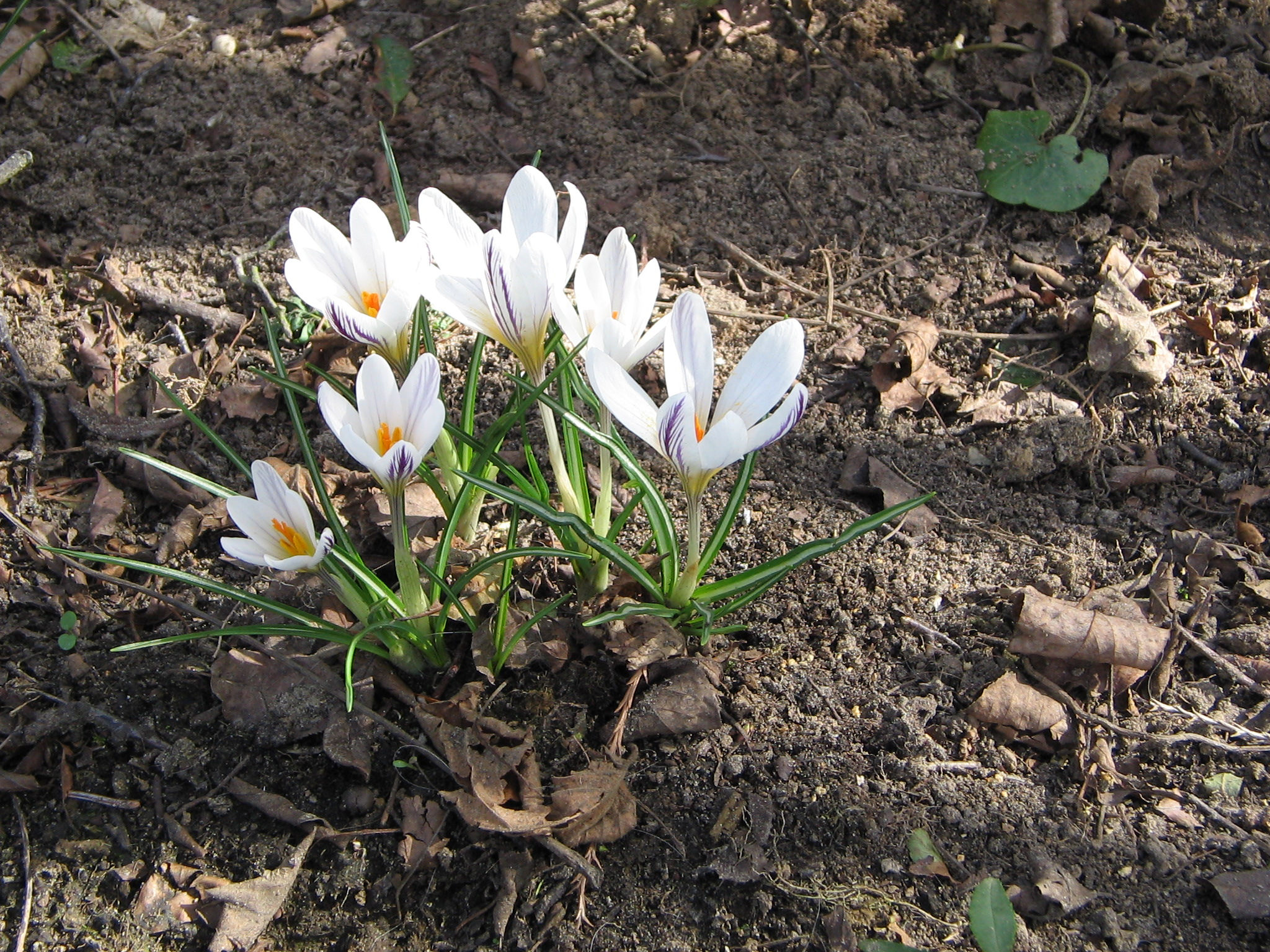
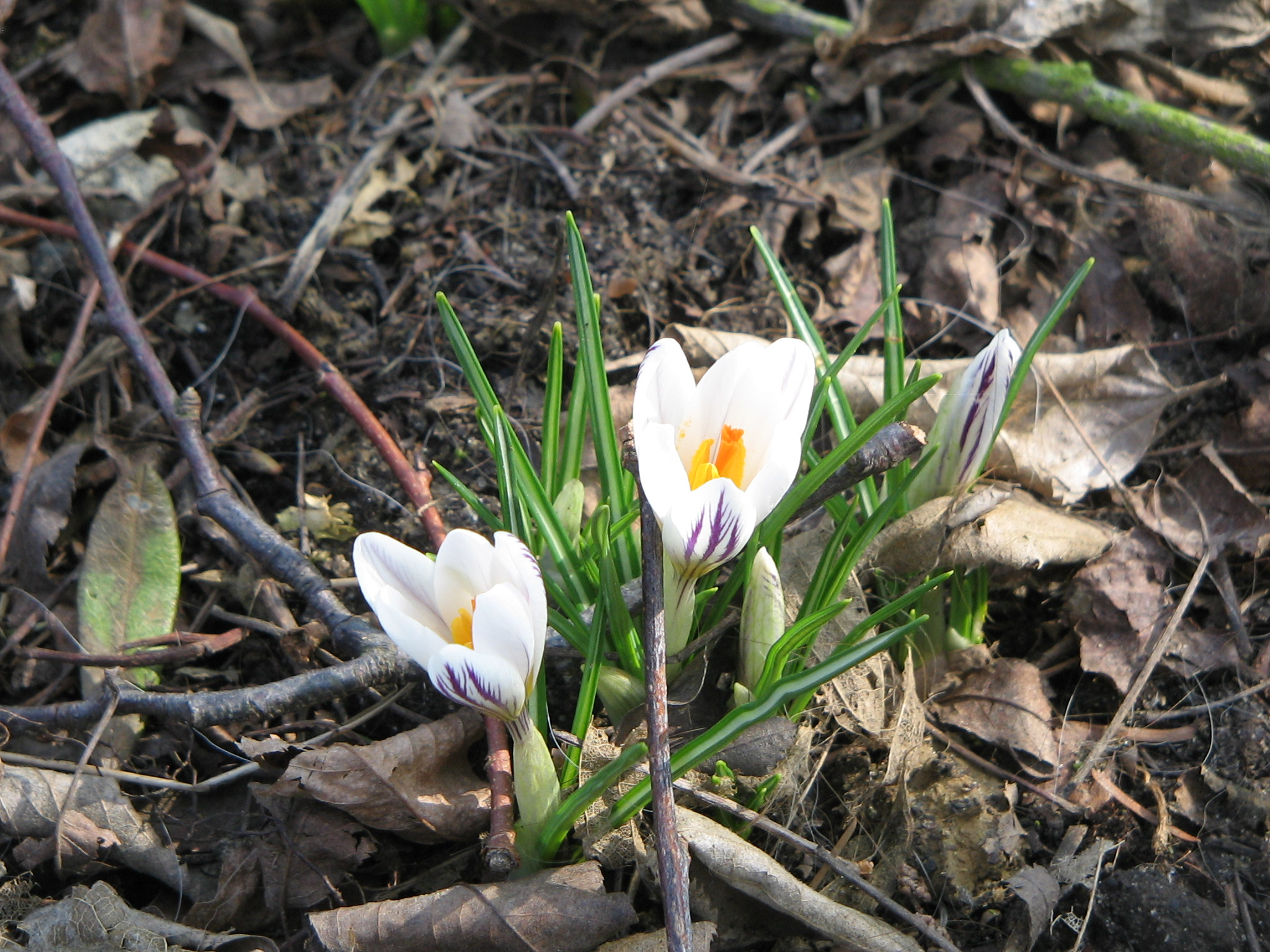
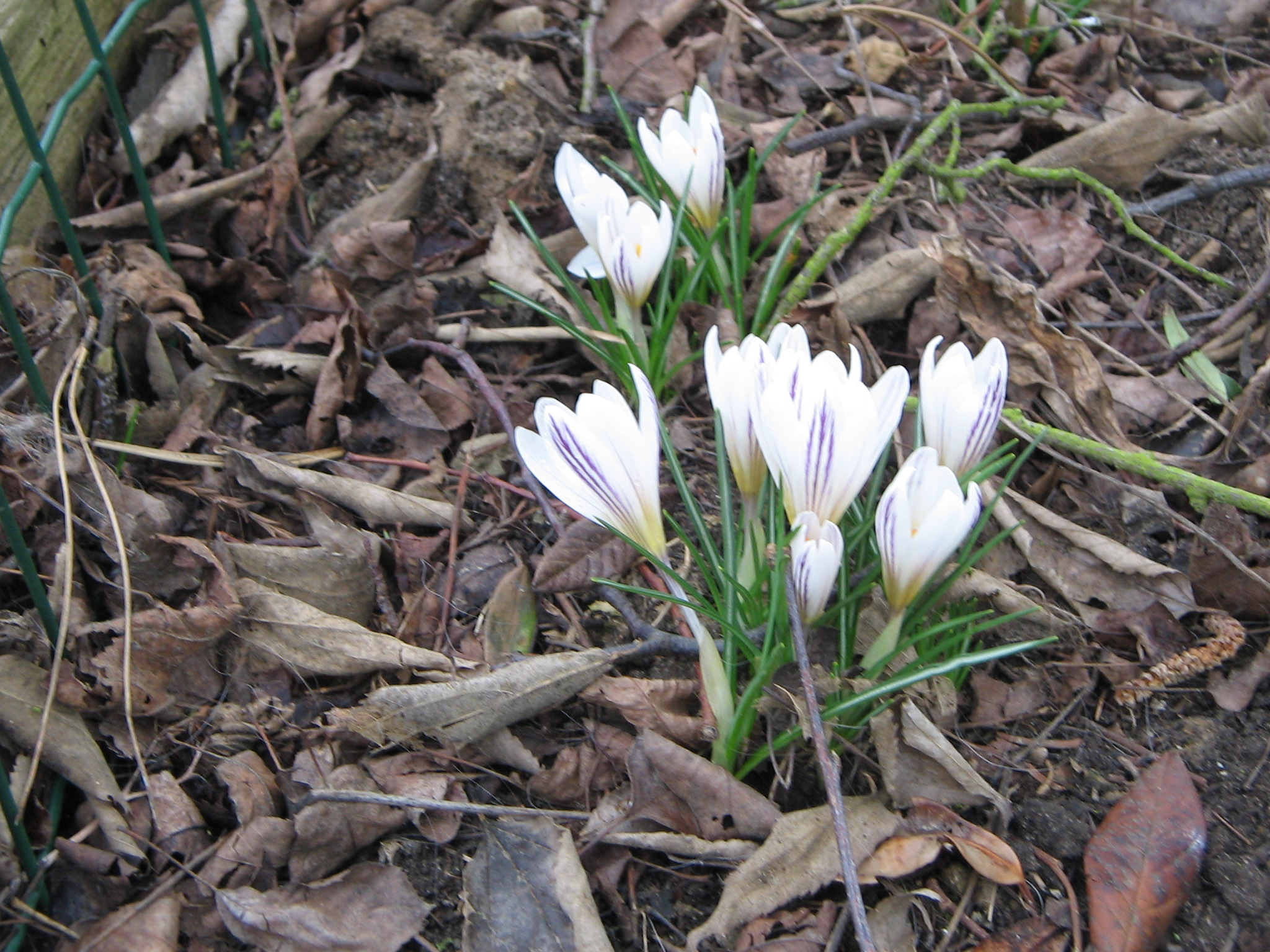
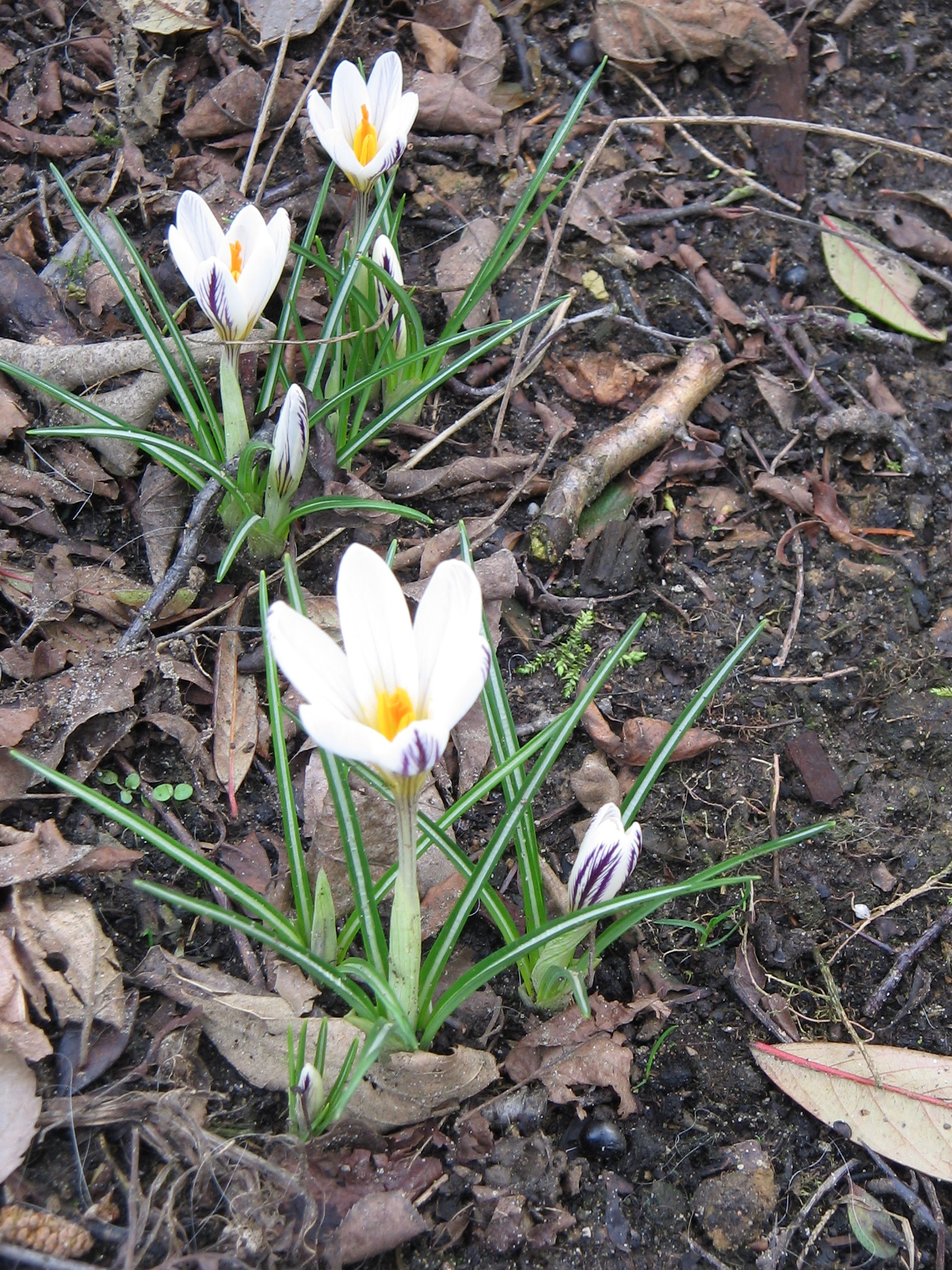